# Premio Internacional de teatro para autores nóveles "Agustín González"
El Premio Internacional de teatro para autores noveles "Agustín González" fue creado en el año 2008 por Luis Lorente.
Este autor y productor teatral, amigo de Agustín González, ideó el premio para que la memoria de este excelente actor permaneciera en el recuerdo de todos.
El galardón se concede a los autores de teatro noveles y el jurado de honor está compuesto por acreditadas personalidades del mundo del espectáculo.
La primera edición se falló el 10 de marzo de 2009, en Madrid, resultando ganadora la obra Tiza escrita a dos voces por las guionistas Susana Prieto y Lea Vélez. Las obras finalistas fueron: El último poema de Zaratustra de María Jesús Franco Durán, Un juego divertido de Andrés Cirac y Detrás de la puerta de Elena Domínguez Sánchez.

## Galardonados
- 2009: Susana Prieto y Lea Vélez por Tiza.
- 2010: Héctor Isidoro Carre por Las palabras grandes.
- 2011: Amparo Climent por El último deseo.
- 2012: Desierto.
- 2013: Antonio Prieto Gómez por  El ministro.
- 2014:
- 2015: Ángeles Martínez Bores por Los lobos no lloran.
- 2016: Julio Bravo García por Alianzas.
- 2017: Rafael Fabregat por El jardín oscuro.
- 2018: Ana García Cózar por Ya hablaremos.